# Joaquín Pedrosa
Joaquín Pedrosa Gil (Castrojeriz, c. 1765/1766 - Orense, 20 de marzo de 1835) fue un organista, compositor y maestro de capilla español.

## Vida
Joaquín Pedrosa Gil nació en Castrojeriz, en la diócesis de Burgos, hacia 1765. El año de nacimiento se conoce porque en una carta al cabildo de la Catedral de Granada del 5 de febrero de 1795 afirma tener 31 años. Se desconoce cual fue su formación musical, que no se menciona en la carta.
Se desconoce cual fue su formación musical y las primeras noticias documentales que se tienen afirman que tuvo un empleo musical en la Catedral de León y en su seminario de San Froilán, donde llegó a ejercer de vicemaestro de capilla en 1790. El hecho indica que es posible que se formase allí, con los maestros José Gargallo. Tras el fallecimiento del maestro Gargallo en 1794, quedaba vacante el magisterio leonés y el cabildo se interesó por Pedrosa para nombrarle sucesor. No debió convencer, ya que el cargo fue para Juan Ezequiel Fernández, leonés y discípulo de Gargallo.
Juan Ezequiel Fernández había dejado vacante el magisterio de la Catedral de Santander, por lo que Pedrosa se presentó a las oposiciones en Santander. Con éxito, ya que durante tres años, de 1795 a 1798, ejerció el cargo. No debió gustarle mucho el cargo, ya que al año siguiente de su nombramiento se presentaba a las oposiciones al magisterio de la Catedral de Granada, que fueron para Vicente Palacios. Durante su ejercicio también se presentó ese mismo año a las oposiciones para el magisterio de la Catedral de Calahorra, sin éxito, ya que el cargo fue para Manuel Corao; también se presentó a las oposiciones al magisterio de la Catedral de Ciudad Rodrigo, en la que quedó en primer lugar, obteniendo 7 votos a favor y 9 en contra, pero que no consiguió.
En Santander trató de mejorar el número de obras musicales en el archivo, para mejorar la misa, por lo que solicito a cabildo que le exonerara de las obligaciones como capellán para poder dedicarse a componer. La Catedral no tenía medios para hacer frente a los salarios y gratificaciones de la capilla de música, por lo que el estado debía ser muy malo. De hecho, Pedrosa solicitó en varias ocasiones la provisión del tenor, ya que muchas de las obras en el archivo necesitaban de él. El cabildo solo pudo ayudarse con un presbítero francés que había llegado a Santander recientemente. Un año más tarde el cargo no había sido ocupado.
En 1805 el cargo de organista primero de la Catedral de Orense se encontraba vacante tras el fallecimiento de José González. Se presentaron tres candidatos a las oposiciones para cubrir el cargo; además de Pedrosa, fueron Gaspar Esmit, maestro de capilla y organista de la Colegiata de Santa María del Campo de La Coruña, y Ramón Saeta, organista. En una carta dirigida al secretario capitula de Orense, Manuel Ros, se presentaba de la siguiente manera:

[...] Relación de los méritos y exercicios de Don Joaquín Pedrosa, Presbítero, Maestro de capilla que fue de la Santa Iglesia de Santander, y en la actualidad racionero de la de León.
Es natural de la Villa de Castrojeriz, Arzobispado de Burgos, de edad de 38 años. En el 1790 el Ilustrísimo Cabildo de dicha Santa Iglesia de León, en vista de sus progresos en la composición, le nombró Vicemaestro de Capilla de ella, cuyo Ministerio desempeñó a satisfacción del referido Cabildo por el tiempo de dos años y medio, en que compuso obras especie de música, con la aprobación de los profesores de la dicha Santa Iglesia: Igualmente enseñó a los colegiales del Seminario de Música de la precitada Santa Iglesia todo género de composiciones, tanto de Teórica, como de práctica, durante el tiempo que hizo de Maestro.
En el de 1794 fue propuesto para la plaza de Maestro de Capilla de la insinuada Santa Iglesia, que se dio sin oposición, y logró tener de 36 votos 17.
En el siguiente de 1795 se opuso a igual plaza en la enunciada catedral de Santander, en la que, a resultas de los ejercicios que hizo, logró la primera regulación, y fue provisto por el mayor número de votos: Estuvo regentando la plaza tres años.
En el mismo año hizo oposición al Magisterio de Capilla de la Santa Iglesia de Ciudad Rodrigo, de cuyos ejercicios logró el primer lugar y tuvo 7 votos de 16. Todo lo cual, además de ser público y notorio, hará constar por documentos legítimos. En cuya atención suplica a usted, se digne a favorecerle en la provisión del magisterio en esta Santa Iglesia Catedral de Astorga.
Cuartilla impresa que Pedrosa añadió a su carta dirigida al cabildo orensano en 1805

Posteriormente añadía escrito a mano,

Hizo igualmente oposición al magisterio de Astroga el año pasado en la que mereció el segundo mejor de seis que fueron opositores a dicho magisterio.
Añadido manuscrito de Pedrosa

Los jueces de las oposiciones a la primera organistía orensana fueron Francisco Rogel, Manuel Otero y el maestro de capilla, José Quiroga. Los ejercicios se realizaron en 24 horas el día 10 y posteriormente, el día 14, el cabildo elegía al ganador. Pedrosa consiguió 12 votos y Saeta ocho.
Quiroga falleció e 1817 y por dos años ocupó el cargo Manuel de Rábago, que lo dejó en 1819 para ir a la Catedral de Santa María de Tuy. Pedrosa hubo de suplir Rábago, ejerciendo de maestro de capilla interino, a pesar de que también tuvo la intención de presentar su candidatura al magisterio de Tuy. El cabildo de Orense decidió concederle un salario anual de 8000 reales para retener a su organista y maestro de capilla interino. Este estado de la situción se mantuvo hasta el fallecimiento de Pedrosa, con la excepción de 1824, cuando se convocaron oposiciones a las que solo se presentó José Lafuente, que fue rechazado por «no cumplir las condiciones que prevenían las bases».
El día 21 de marzo de 1835 las actas capitulares de la Catedral de Orense recogían el fallecimiento del maestro:

Habiendo fallecido a las once de la noche precedente Don Joaquín Pedrosa y Gil organista, racionero honorario de esta Santa Iglesia Catedral, entraron en la sala capitular a las ocho y media de esta mañana los señores canónigos que arriba se expresan y los señores dignidades y racioneros, se echó el primer responso de costumbre, y habiendo salido los que no tienen voto, presentes los señores capitulares arriba expresados, el señor delegado, canónigo Penitenciario presentó el testamento que hubiese otorgado el expresado D. Joaquín Pedrosa en 16 de enero de esta ciudad, y deja por sus cumplidores a los señores Luis Delgado, canónigo Penitenciario, don José Benito Rodríguez, racionero de esta Santa Iglesia Catedral y don Santiago Sanz Martínez, del comercio de esta ciudad: se acordó bajo el beneplácito y ausencia de nuestro Ilustrísimo Prelado se anticipe mañana el coro y que se entre a Prima a las ocho de la mañana [...] que al anochecer se deposite el cadáver en la capilla de San Juan, dentro de la catedral y mañana se harán los funerales de entierro, después de Nona, y concluidos se le conducirá al cementerio [...] Don Joaquín Pedrosa era natural de Cascarillo Matajudíos, barrio de la villa de Castrojeriz, Arzobispado de Burgos: Deja por sus herederos a los dichos sus cumplidores.

## Obra
Se conservan composiciones de Pedrosa en las catedrales de Astorga, Tuy, León y Orense; no se han conservado obas suyas en las catedrales de Ciudad Rodrigo o Santander. La mayoría se encuentran en León, donde se encuentra una Misa; una completa Cum invocarem a ocho voces; dos antífonas; varias lamentaciones; un motete; y varios salmos y villancicos. En Orense también se han conservado una cantidad notable de composiciones. Destaca un Ne recorderis a cuatro voces, cuyo original está en Orense y copias en archivos tan distantes como Montevideo. Compuesto  en 1818 «para las honras fúnebres del Excelentísimo Señor don Pedro Quevedo», cardenal y obispo de Orense.